# وافل بلجيكي
في أمريكا الشمالية الوَفْل البلجيكي هو نوع من أنواع الوَفْل مصنوع من خليط أخف ومربعات أكبر ذات جيوب أعمق من الوَفْل الأمريكي العادي. كان الوَفْل البلجيكي يخمر في الأصل باستخدام الخميرة إلا أنها استبدلت بشكل كبير بذرور الخبز اليوم.
في بلجيكا، هناك عدة أنواع من الوَفْل، بما في ذلك وَفْل بروكسل ووَفْل لييج، إلا أن أيا من الأنواع البلجيكية لا تسمى «بلجيكية».
في أمريكا الشمالية غالباً ما تؤكل كوجبة الفطور؛ ويضاف إلها طبقة من القشدة أو السكر الناعم أو الفاكهة الطرية أوالشوكولاته أو الشراب أو الزبدة أو السمن. كما وتقدم مع آيس كريم الفانيليا والفواكه الطازجة (كالفراولة) كحلوى.

## التاريخ

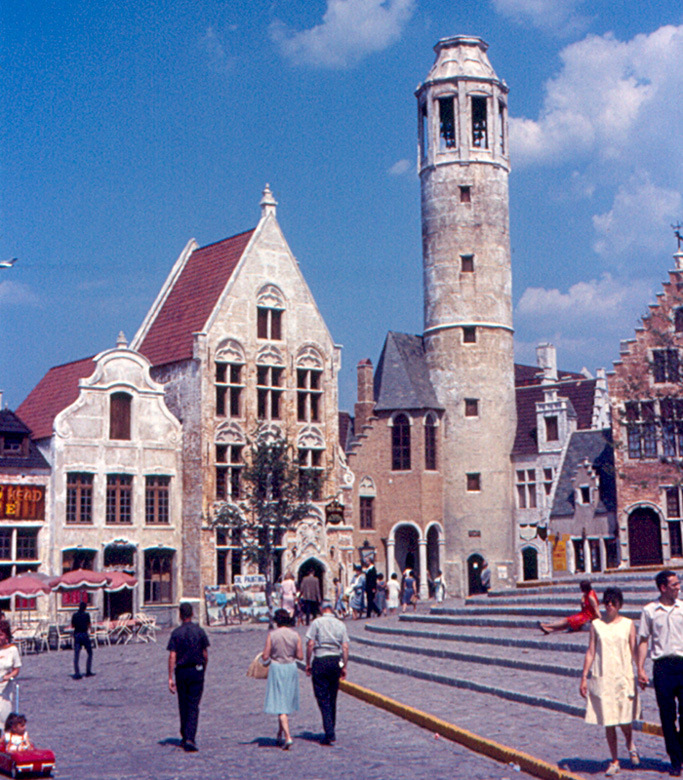
القرية البلجيكية في معرض نيو يورك العالمي عام 1964، حيث ازدادت شعبية الوَفْل.

عرض الوَفْل البلجيكي لأول مرة في عام 1958، في المعرض العالمي في بروكسل. أدخل الوَفْل البلجيكي إلى أمريكا الشمالية من قبل رجل بلجيكي يدعى والتر كليمان في معرض القرن 21 في سياتل في عام 1962، حيث قدم مع الكريمة المخفوقة والفراولة. إلى أن الوَفْل البلجيكي شاع بشكل أكبر في الولايات المتحدة خلال معرض نيو يورك العالمي عام 1964 في فلاشينغ ميدوز بارك. قدم الوَفْل موريس فيرميرش من بروكسل، بلجيكا، أسماها وَفْل بيل-جيم. طور فيرميرش وصفته بناء على نسخة مبسطة من وَفْل بروكسل، وقرر تغيير الاسم عندما علم أن العديد من الأميركيين لم يتمكنوا من تحديد بروكسل كعاصمة لبلجيكا. قدم هذا الوَفْل مع الكريما المخفوقة والفراولة وبيع بدولار واحد.